# Schlauchleger

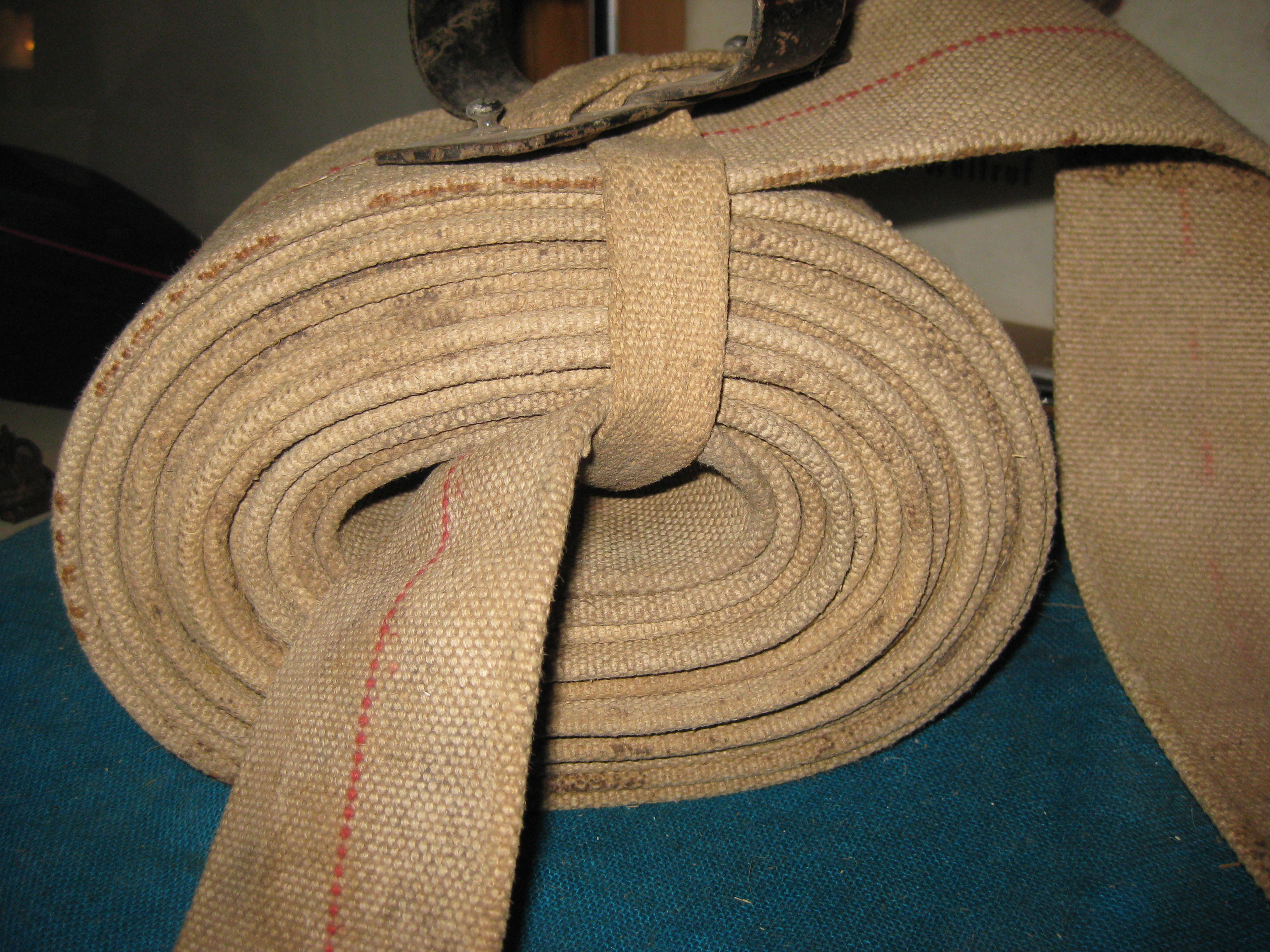
Feuerwehrschlauch aus Hanf im Feuerwehrmuseum Hermeskeil

Schlauchleger (auch: Schlauchmänner) ist eine historische Bezeichnung für Mitglieder von Feuerwehren und Teil der Spritzenmannschaft. Die Aufgabe der Schlauchleger war die Herstellung der Schlauchnetzwerke, so dass ausreichend Löschwasser zur Brandbekämpfung vorhanden war.
Die Ausrüstung des Schlauchmannes bestand aus Helm, Ledergurt mit Schlauchgewindeschlüssel, Schlauchhalter und Laterne.
Die Schlauchlegermannschaft (auch: Spritzenrotte) wurde von einem Spritzenmeister geführt.